# Tasmarubrius tarraleah
Tasmarubrius tarraleah is een spinnensoort uit de familie Macrobunidae. De soort komt voor in Tasmanië.